# 什馬尼夫卡
48°39′40″N 29°26′11″E / 48.66111°N 29.43639°E
什馬尼夫卡（烏克蘭語：Шиманівка），是烏克蘭的村落，位於該國西南部文尼察州，由海辛區負責管轄，始建於1740年，面積0.2平方公里，海拔高度212米，2001年人口530，人口密度每平方公里2,663.32人。